# Håkansta
Håkansta är en liten by i Marby socken, Åre kommun, i Jämtland. 
Invånarantalet är cirka 10 personer. Från Håkansta går Trafikverkets färja M/S Skidbladner mellan Håkansta och Norderön (Håkanstaleden). På vintern går isvägen mellan Håkansta och Norderön istället för färjan. Närmaste byar och orter är Gärdsta, Månsåsen, Vällviken, Kläppe och Västanede (på Norderön).
Genom byn går länsväg 623.